# Stanisław Malczewski (1798–1848)

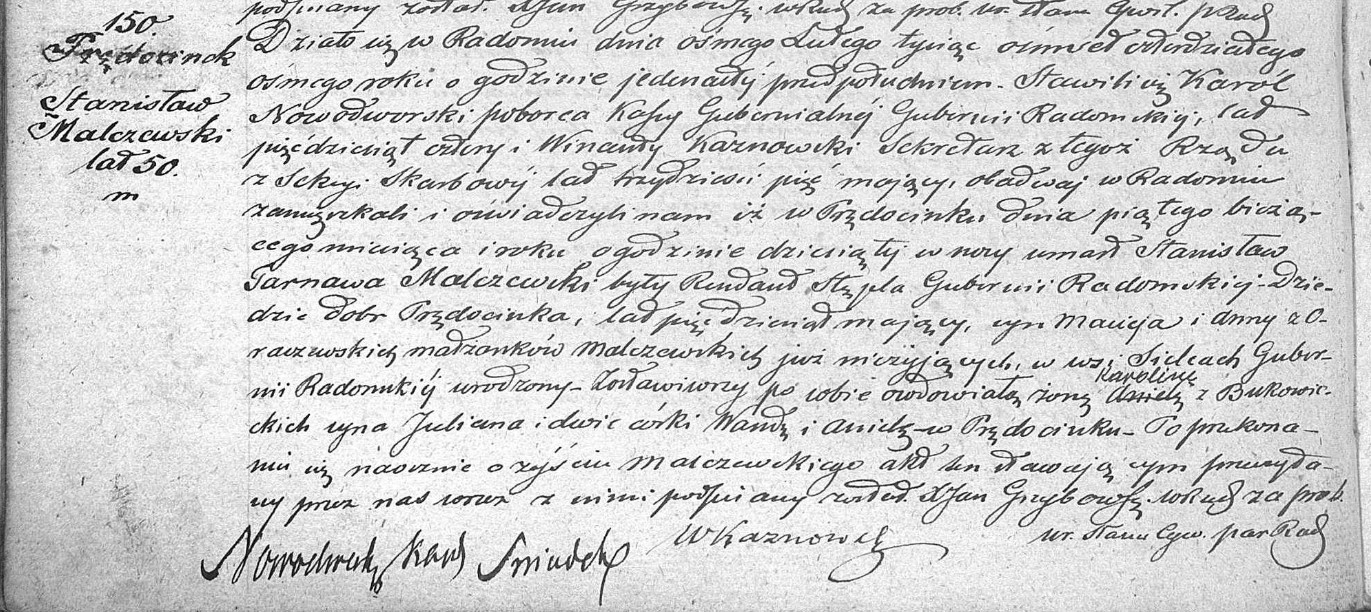
Akt zgonu Stanisława Malczewskiego 1848 r.

Stanisław Bogumił Juliusz Malczewski herbu Tarnawa (ur. 1798, zm. 5 lutego 1848) – radca Towarzystwa Kredytowego Ziemskiego, dziedzic dóbr Prędocinek.
Syn Macieja i Anny z Oraczewskich, dziedziców wsi Siedlce w województwie świętokrzyskim i tamże urodzony. Jego ojciec (zm. 1830 w Siedlcach), syn Szymona - sędziego ziemskiego chęcińskiego, dziedzica Opatkowic Drewnianych i Ostrowa z przyległością Golęciny - był byłym kapitanem wojsk polskich i komisarzem cywilno-wojskowym, dziedzicem wsi Siedlce. Matka pochodziła z rodziny Konarskich i Łąckich; jej ojcem był Bonawentura Dobrogost Oraczewski, łowczy chęciński, a matką Marianna Konarska, córka Bogusława i Justyny Łąckiej z Nadola.
Ożeniony z Marią (vel. Marianną) Julią Żurowską (ur. prawdopodobnie w Górkach Grubakach par. Korytnica, zm. 1 stycznia 1835 w Radomiu), córką Jakuba i Apolonii Szcześniak (córka Wojciecha i Marianny Domin, zm. jako wdowa w parafii Wieniawa w roku 1811). Ich ślub miał miejsce w Radomiu w styczniu roku 1820.
Po śmierci pierwszej żony ponownie wstąpił w związek małżeński z Karoliną Bukowiecką (ur. 1805 w Prędocinku), córką Leona Wojciecha h. Ogończyk i Anieli z Kietlińskich h. Odrowąż, dziedziców dóbr Prędocinek. Ślub miał miejsce 27 lutego 1838 roku w Radomiu.
Ojciec Juliana Malczewskiego (1820) oraz Wandy Malczewskiej (1822), dziadek malarza Jacka Malczewskiego, pradziadek malarza Rafała.
Jego epitafium znajduje się w kościele OO. Bernardynów pw. św. Katarzyny Aleksandryjskiej w Radomiu.

## Wywód genealogiczny
| 4. Stanisław Malczewski (1798–1848) |  |                                                   |  |  |                                       |
|                                     |  | 2. Julian Malczewski ur. 1820 zm. 1884            |  |  |                                       |
| 5. Maria Julia Żurowska zm. 1835    |  |                                                   |  |  |                                       |
|                                     |  |                                                   |  |  | 1. Jacek Malczewski ur. 1854 zm. 1929 |
| 6.                                  |  |                                                   |  |  |                                       |
|                                     |  | 3. Maria Korwin-Szymanowska ur. ok. 1834 zm. 1898 |  |  |                                       |
| 7.                                  |  |                                                   |  |  |                                       |
|                                     |  |                                                   |  |  |                                       |